# Jaltomata grandiflora
Jaltomata grandiflora är en potatisväxtart som först beskrevs av Robinson och Greenmann, och fick sitt nu gällande namn av W.G. D'arcy, T. Mione och T. Davis. Jaltomata grandiflora ingår i släktet jaltomator, och familjen potatisväxter. Inga underarter finns listade i Catalogue of Life.